# Дорник, Миклауш
Ми́клауш До́рник, немецкий вариант — Николаус Дорник (в.-луж. Mikławš Dórnik; (нем. Nicolaus Dornick, 9 мая 1877 года, деревня Небельчицы, Лужица, Королевство Саксония — 24 октября 1946 года, Шерахов, Лужица, Германия) — католический священник, лужицкий писатель и драматург.
Родился в 1877 году в крестьянской семье в серболужицкой деревне Небельчицы. В 1903 году закончил Малостранскую гимназию в Праге. С 1895 по 1905 года обучался в Лужицкой семинарии. В 1905 году вступил в серболужицкую культурно-просветительскую организацию «Матица сербо-лужицкая». После возвращения в Лужицу до 1910 года служил викарием в деревне Хросчицы и с 1910 до 1923 года — в деревне Радвор. С 1923 года — настоятель прихода в деревне Зджер. После выхода на пенсию в 1940 году проживал в Шерахове.
Будучи викарием в Радворе, основал в молодёжный театр, который в 1912 году сыграл пьесу «Na hrodźišću» (На городище) Якуба Барт-Чишинского. Написал несколько пьес, которые были поставлены на сцене городского театра «Budyskе Měšćanskе dźiwadło» в Будишине.
После выхода на пенсию в 1940 году проживал в Шерахове. 
Основные сочинения
- Marja Madlena, 1911
- Překlepany Michał a falšna Wórša, 1911
- Na žeńtwu, 1912
- Kuzłarstwo, 1914
- Dawk nježenjencow, 1920
- Hdyž so lesnosć a falš zetkatej, 1921